# Mieczysław Bukała
Mieczysław Bukała (ur. 1917 r., zm. 1982 r.) – polski inżynier chemik. Absolwent Politechniki Śląskiej. Od 1963 r. profesor na Wydziale Chemicznym Politechniki Wrocławskiej. Pochowany na Cmentarzu św. Wawrzyńca we Wrocławiu.

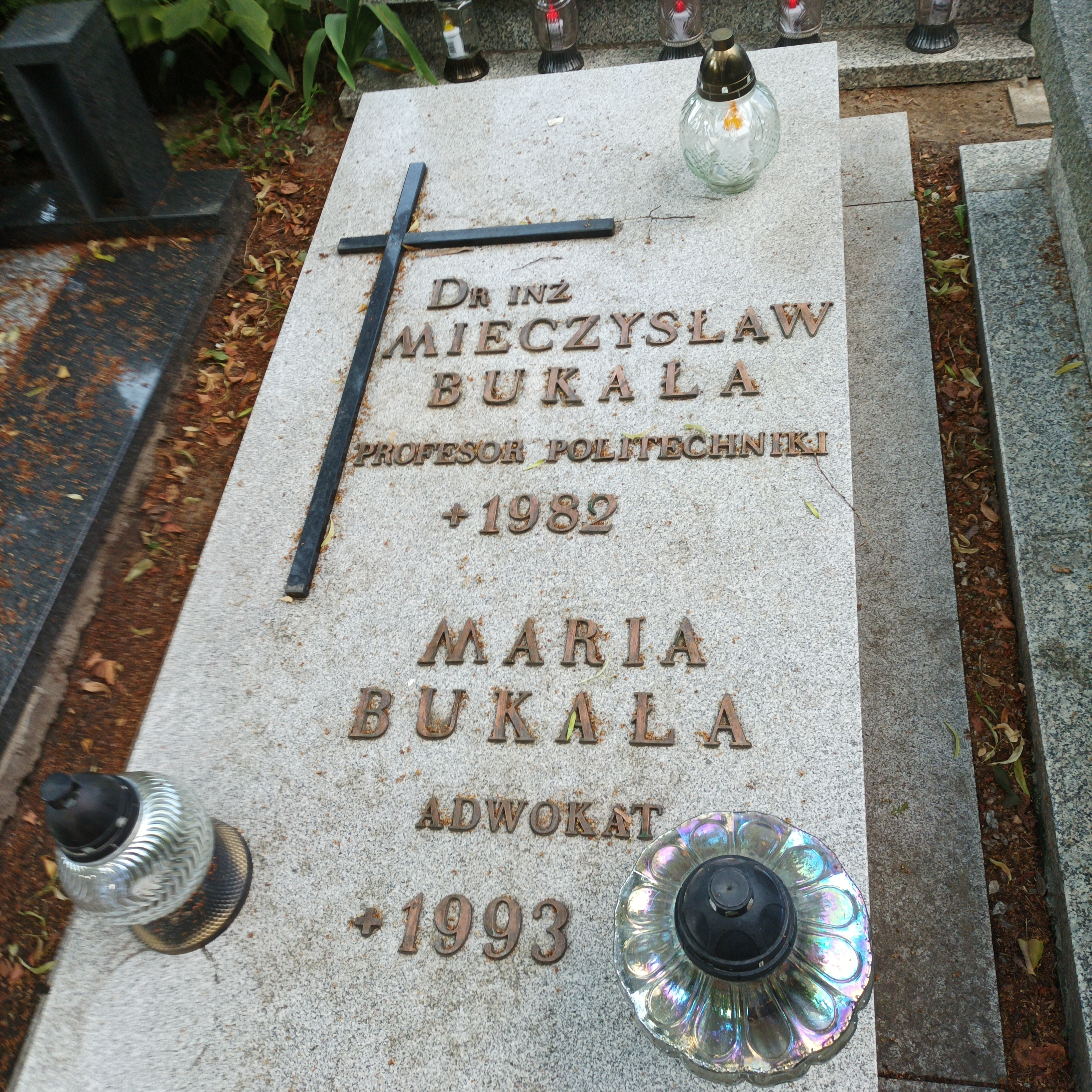
Grób Mieczysława Bukały na cmentarzu św. Wawrzyńca we Wrocławiu